# Ташбунар
Ташбунар или Каменка (на украински: Кам'янка; руски: Каменка) е село в Южна Украйна, Одеска област, Измаилски район. Заема площ от 3,73 км2.

## География
Селото се намира в историческата област Буджак (Южна Бесарабия). Разположено е на 30 километра северно от Измаил, североизточно от Каланчак (Дермендере) и западно от Суворове (Шикирли Китай), на 5 километра от железопътната линия Одеса-Измаил (станция Ташбунар).

## История
В околностите на Ташбунар са открити останки от късната бронзова епоха, от края на второто и началото на първото хилядолетие пр.н.е., както и от първите векове на нашата ера и от салтово-маяцката култура (VII-VIII век).

### В Руската империя 1812 – 1856
Приема се, че днешното село е основано през 1814 година. В Указ на руския император Александър І от 29 декември 1819 година, регламентиращ статута на „българите и другите отвъддунавски преселници“, Таш Бунар е посочено като селище в Измаилски окръг.
През 1835 година в Ташбунар са регистрирани 126 семейства със 793 жители (387 мъже и 406 жени). Шест от семействата (27 души) са нови преселници, установили се в селото след Руско-турската война от 1828-1829 г. Според данните от 1837 година в селото се отглеждат 391 коня, 1168 глави едър рогат добитък, 10442 овце, 6 магарета и 241 свине. Има 29 вятърни мелници и 29 тъкачни стана. Църквата в селото, „Успение на Света Богородица“ е изградена в 1841 година.
В 1852 година Ташбунар, което продължава да е част от Измаилския окръг, наброява 1211 жители. Отглеждат се 640 коня, 470 вола, 290 крави, 20 680 овце. В началото на 50-те години на XIX век в селото има 170 къщи и 30 вятърни мелници. От къщите само 7 са каменни, тухлени няма.

### В Молдова/Румъния 1857 – 1878
Съгласно Парижкия мирен договор от 1856 г. Ташбунар попада в Княжество Молдова, а впоследствие - в новообразуваната Румъния. През 1861-1862 година жители на селото се включват в преселническото движение на бесарабските българи от Румъния в Русия и основават селата Преслав и Инзовка в Таврия.
През учебната 1872/1873 година броят на учениците в Ташбунар е  63 - 44 момчета и 19 момичета.

### В Русия 1878 – 1918
През 1878 година Ташбунар отново е в състава на Руската империя. В началото на ХХ век селото има 278 двора и 1650 жители, притежаващи 7336 десетини земя.

### В Румъния 1918 – 1940
През 1918-1940 и 1941-1944 година Ташбунар е в границите на Румъния. Според данните от преброяването от 1930 година жителите му са 2.415 души, от които 2333 българи (96,60%), 49 румънци (2,03%), 17 руснаци (0,70%), 9 гагаузи и 1 грък.
В 1933 година за пръв път в селото е прожектирано кино - филм за възкресението на Христос.

### В СССР
От 28 юни 1940 до юни 1941 година и от 1944 до 1991 година селото е в състава на Съветския съюз. Преименувано е на Каменка. През 1946-1947 година, по време на глада в Бесарабия, мнозина местни жители умират. Описанието на съвременник е следното:
| „ | Страшно време беше. Вървиш, а по улицата умрели хора... Има много семейства, където по двама-трима умираха, та и цели семейства. | “ |

 През 1947 година е извършена колективизацията на селското стопанство в Каменка.
В 1958 година колхозът в Каменка, „Прогрес“ е оглавен от местния жител Николай Мъндру, впоследствие герой на социалистическия труд, депутат във Върховния съвет на СССР.

### В Украйна
От 1991 година селото е в пределите на независима Украйна, в която е преименувано на Камянка.

## Население
Населението на селото възлиза на 3478 души (2001). Гъстотата е 932,44 души/км2. По-голяма част от жителите са бесарабски българи.
Демографско развитие:
- 1835 – 793 души
- 1852 – 1211 души
- 1930 – 2415 души
- 1940 – 2968 души
- 2001 – 3478 души

### Езици
Численост и дял на населението по роден език, според преброяването на населението през 2001 г.:
| Роден език | Численост | Дял (в %) |
| Общо       | 3478      | 100.00    |
| Български  | 2625      | 75.47     |
| Руски      | 479       | 13.77     |
| Украински  | 261       | 7.50      |
| Молдовски  | 69        | 1.98      |
| Гагаузки   | 30        | 0.86      |
| Беларуски  | 5         | 0.14      |
| Други      | 9         | 0.25      |

## Личности
Родени в Ташбунар
- Димитър Казанакли - участник в Учредителното събрание.
- Георги Дерманчев (1857-1927), български офицер
- Иван Кирпиков (1877-?), български офицер
- Александър Кирпиков (1889-?), български офицер
- Антонина Иванова, украинска журналистка от български произход